# Koryū

En japonais, koryū (古流, litt. « École ancienne ») désigne les écoles d'arts martiaux japonais antérieures, du point de vue de leur fondation, à la restauration de Meiji (1868) ou à l'édit Haitōrei (1876), qui interdit le port du sabre.

## Une expérience contemporaine de traditions anciennes
Le terme de koryū est employé pour désigner une école (ryū) « traditionnelle ». Elle se transmet au sein d'un dōjō sous l'égide du kamidana assimilé aux origines du Japon, (Yamato). La raison d'être d'une koryū était la formation du samouraï et la transmission d'un enseignement hérité du fondateur.
Les koryū sont aujourd'hui encore pleinement actives et œuvrent dans 3 directions : la préservation, la recherche et la transmission.
Le pratiquant sincère a la possibilité de se présenter à la porte d'une koryū. S'il est accepté, il devra suivre la manière traditionnelle et s'exercer durant de longues années sous l'autorité d'un maître. Dans les arts martiaux anciens, la connaissance passe impérativement par le keiko (l'exercice) appuyé sur la transmission des anciens maîtres.
Pour celles et ceux qui poussent la porte de ces dojos, les koryū offrent une expérience à chaque fois différente. Elles n'ont de référence qu'elles-mêmes guidées par l'exemple de leur fondateur. L'effort de l'élève et du maître est de « ne rien oublier, ne rien changer et ne rien ajouter ». Souvent mal comprise par le public, une modification de la technique peut répondre à une exigence même des principes de l'école et une conservation de la technique à l'identique peut correspondre à une perversion des principes du fondateur de l'école.
La haute maîtrise du Grand Maître sanctionne la juste conduite de l'école à travers le temps, par delà les modes et les personnalisations superficielles. Les koryū sont regroupées au sein de 2 organisations prestigieuses qui promeuvent les arts martiaux du Japon ancien : la Nihon Kobudō Kyōkai (membre de la Nihon Budōkan) et la Nihon Kobudō Shinkōkai. Certaines koryū ont choisi de ne pas être membres de ces organisations.

## Desryūmodernes
Au Japon, le suffixe ryū désigne les écoles. La création de nouveaux courants ou de nouveaux styles d'arts martiaux (particulièrement en Europe et aux États-Unis) poussent leurs créateurs à une recherche sur la dénomination et aboutit à une floraison de ryū modernes. Ces écoles sont des surgeons de gendai budō (現代武道, « arts martiaux modernes », après 1868) tels que l'aïkido (fondé par Sensei Morihei Ueshiba ) ou le karaté et ne possèdent pas l'ancienneté des koryū. Les méthodes de transmission et d'enseignement ainsi que les techniques ne sont pas les mêmes. Sans que cela indique en quoi que ce soit une altération de leur qualité d'enseignement, ces écoles sont résolument des inventions modernes et ne doivent pas être confondues avec les koryū plusieurs fois centenaires. 
Dans le cas de l'Aïkido, le mouvement créé par Saito Sensei pour préserver  l'aïkido originel de O Sensei, l'école iwama ryū , jusqu'à sa mort, peut être assimilée à une koryū : elle respecte les principes même si elle n'en a pas l'ancienneté. Cet aikido refusait les modifications initiées par tous les autres directeurs techniques dans le monde entier et cherchait à revenir aux bases enseignées par O Sensei. Son fils et ses élèves n'ont pas réussi à faire perdurer cette idée.

## Une relation symbiotique avec les arts modernes ougendai budō
Les arts martiaux « modernes » seraient par opposition fondés sur un objectif d'amélioration (physique, mentale ou spirituelle) du pratiquant individuel, avec un accent plus ou moins prononcé porté sur la confrontation sportive ou l'auto-défense. Cette affirmation est à modérer car on ne peut entrer dans une koryū sans avoir été examiné tant par ses capacités physiques, techniques et morales. Il s'ensuit par la fréquentation même des maîtres et par leur exemple que l'élève qui étudie les katas atteint une compréhension profonde le menant de la précision technique à la hauteur morale. Dans le Japon ancien, on ne séparait pas le shin, l'« esprit », le gi, la « technique » et le tai, le « corps ».
Miyamoto Musashi énonçait :
1. N'être jamais cupide durant toute la vie[7].
2. N'avoir aucun regret dans les affaires.
3. Ne jamais jalouser autrui en bien ou en mal.
4. Éviter toutes pensées perverses[8].
5. Ne rien faire d'inutile.

Cet enseignement est au cœur de la Hyoho Niten Ichi Ryu. Il est ouvert aux pratiquants du monde entier selon la volonté de son 10e successeur, Imaï soke. D'autres koryū ouvrent elles aussi leur enseignement aux non Japonais : Ittō-ryū, Kashima-shinryū, Musō shinden ryū, Tenshin Shōden Katori Shintō-ryū, Yagyu Shingan Ryu, Hontai Yōshin-ryū. Elles préservent toutes une rigoureuse sélection des élèves, privilégiant la qualité et se souciant peu du nombre. Les principes tant techniques que moraux de ses anciennes écoles sont des directions à poursuivre. Ils ne distinguent en rien leurs pratiquants de l'ensemble des pratiquants d'arts martiaux.
D'ailleurs, de nombreux membres de ces koryū pratiquent aussi les budō modernes comme le judo, l'aïkido, le karaté, le kendo ou le iaido. L'opposition que l'on voudrait voir entre « anciens » et « modernes » est plus une question de différence de parfum[pas clair]. De nombreux soke sont aussi des hauts gradés de budō modernes. Le même Imai soke était un 8e dan de kendo. Les exemples sont nombreux. La distinction entre kobudō (古武道, « arts martiaux anciens », avant 1868) et gendai budō (現代武道, « arts martiaux modernes », après 1868) est cependant claire pour ceux qui connaissent ces deux mondes.
Afin de se préserver des amalgames et des créations commerciales, les koryū se sont regroupées afin de clarifier ce qu'est et ce que n'est pas une koryū. Tous les arts martiaux modernes ont été créés à partir des arts anciens :
1. Kano Jigoro a créé le judo à partir du Kito Ryu et du Tenshin Shinyo Ryu.
2. Ueshiba Morihei a créé l'aïkido à partir du Daïto Ryu, du Kashima Ryu et du Hozoin Ryu.
3. Funakoshi Gichin a créé le karaté shotokan à partir du karate-jutsu d'Okinawa.
4. Le kendo a été créé en grande partie sur la base du Ittō-ryū et pour partie des autres ryu de kenjutsu.

Les koryū ont un enseignement très diversifié. Certaines enseignent un petit nombre et d'autres une vingtaine d'arts martiaux différents.

## Liste deskoryū

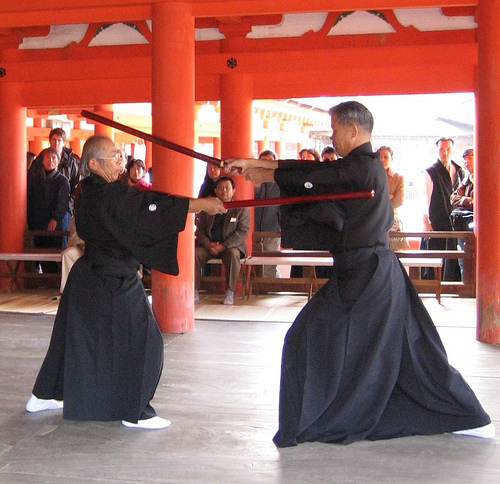
Deux maîtres de Yagyu shinkage ryū hyōhō kenjutsu exécutent leur kata au sanctuaire d'Itsukushima-jinja, sur l'île sacrée de Miyajima. Notez leur hikihada, une sorte de fukuro-shinai spécial qui est recouvert de cuir, un ancêtre du shinai. Ils représentent leur koryū devant leurs pairs de la Nihon Kobudo Kyokai.

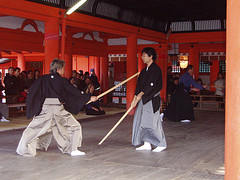
Kata au bokken, Hyōhō niten ichi ryū kenjutsu à Itsukushima-jinja

### Leskoryūau Japon
1. Nihon kobudō kyōkai
2. Liste des membres de la Nihon Kobudō Shinkōkai
3. Kashima Shin Ryu
4. Maniwa Nen Ryu
5. Mugai Ryu
6. Tamiya Ryu (Kuroda)
7. Tamiya Ryu (Tsumaki)

### Leskoryūen France
1. Hyoho Niten Ichi Ryū[10],[11](兵法二天一流剣術), représentant français : Nguyen Thanh Thiên
2. Mugai Ryu 無外流, représentant français : Masayoshi Sato
3. Muso Shinden Ryu[12] (無雙直傳英信流居合術)
4. Negishi-ryû - Shirai-ryû[13] (根岸流 - 白井流), représentant français : Pierre Iwao Simon
5. Shinto Muso Ryu[14],[15] (神道夢想流)
6. Suiō-ryu[16] (水鷗流 居合 剣法), représentant français : Joan Cresp
7. Takamura-ha Shindo Yoshin Ryu [17],[18] (高村派新道楊心流)
8. Tatsumi-ryū (en) heihô[19] (立身流兵法), représentant français : Pierre Iwao Simon
9. Tenshin Shōden Katori Shintō-ryū[20] (天真正伝香取神道流剣術), représentant français : Jean Paul Blond
10. Toda-ha Buko-ryū[21] (戸田派武甲流), représentant français : Pierre Iwao Simon
11. Yagyu Shingan-ryu Katchu Heiho[22] (柳生心眼流甲胄兵法), représentant français : Philippe Barthélémy

### Leskoryūen Belgique
1. Asayama Ichiden Ryū Taijutsu (en)[23],[24] (浅山一伝流 体術), représentant belge : Serge Mol (en)
2. Enshin Ryū Suemonogiri, Kenpō & Yawara-jutsu [23],[24] (圓心流 据え物斬り, 拳法, 柔術), représentant belge : Serge Mol (en)
3. Hōki Ryū Jūjutsu (en)[23],[24] (伯耆流 柔術), représentant belge : Serge Mol (en)
4. Hontai Yōshin-ryū[25] (本體楊心流柔術), représentant belge : Guy Buyens (en)
5. Jikishinkage Ryū Naginatajutsu (直心影流長刀術), représentant belge : Mariko Sagisaka
6. Musō Jikiden Eishin Ryū (en)[26] (無雙直傳英信流居合術), représentant belge : Wout Verschueren
7. Tenjin Shin’yō Ryū Jūjutsu (en) (天神真楊流 柔術) de la lignée Inoue Keitarō, ancien pratiquant belge : Carl De Crée
8. Yagyū Shinkage-ryū (柳生新陰流 兵法剣術) de la lignée Owari-ha, ancien pratiquant belge : Carl De Crée

## Quelques fondateurs dekoryū
1. Hayashizaki Jinsuke Minamoto no Shigenobu
2. Iizasa Ienao
3. Ito Ittosai
4. Kamiizumi Ise-no-kami Fujiwara no Hidetsuna
5. Mima Yoichizaemon Kagenobu
6. Miyamoto Musashi
7. Muso Gonnosuke
8. Shinra Saburō Minamoto no Yoshimitsu
9. Takagi Oriemon Shigetoshi
10. Matsuoka Katsunosuke

## Admissibilité dans leskoryū
Même pour un pratiquant d'arts martiaux japonais, intégrer une koryū est un honneur mais aussi un parcours d'obstacle où il lui faut :
- être conseillé sur la koryū qui lui correspond, avec laquelle il possède des affinités ;
- trouver les parrains, souvent ses professeurs en gendai budo ou des professeurs de ses professeurs, des personnes respectées de la communauté des budo ;
- par son attitude, sa manière de se présenter, son silence ou ses paroles réservées, s'exprimer comme un débutant dans le kobudō alors même qu'il ou elle peut avoir une expérience de 20 ans de iai ;
- recommencer les bases, pour ce même exemple 5 ans de kiri-otoshi quotidien exclusivement. Cette histoire vient d'un maître de Ittō-ryū élève de Sasamori Takemi ;
- enfin, être accepté et montrer qu'on accepterait tout autant le refus sans qu'il soit vécu comme une injustice mais bien un jugement qui éviterait de faire perdre du temps au maître, à l'école et à l'élève. Un rejet de la candidature devrait entraîner un remerciement du candidat pour la justesse de l'appréciation ;
- le refus d'une koryū n'entraîne aucunement la fermeture des autres écoles, chacune étant indépendante.

Pour qu'un élève non-japonais ait la compréhension d'une telle démarche, il apparaît à l'usage qu'une expérience préalable dans un gendai budo est une aide précieuse. Cependant, un élève comprenant l'humilité, le courage et la persévérance aura toutes ses chances d'entrer dans une koryū. De plus en plus de koryū présentent leurs élèves occidentaux lors des démonstrations.

## Enseignement par les katas
Les koryū enseignent par les katas, série de mouvements codifiés. Cependant les katas de koryū n'ont pas la même portée ni le même objectif que dans les gendaï budo ou arts martiaux modernes. Dans une koryū, tous les membres de l'école ayant le statut d'élève devant un seul maître, le soke (Grand Maître) — ou aussi devant les shihan de l'école lorsque l'école délègue une capacité d'enseigner —, chacun est mis devant la haute maîtrise dans le kata : le deshi (élève) est seul à seul face au soke. Il étudie donc la maîtrise incorporée que représente son vis-à-vis qui prend habituellement le rôle de uchidachi (« celui qui avance ») quand l'élève est shidachi (« celui qui répond »). En observant le uchidachi, il apprend en faisant et développe l'intégration des qualités requises par l'école : distance, rythme, intensité, immersion dans le moment, ardeur, etc.
Les katas modernes proposent quant à eux un perfectionnement du geste, un polissage de la technique, une épure du mouvement. Le kata koryū est au contraire le lieu et le moment où se transmet tout l'enseignement de l'école. Il vise au plus vrai, au-delà du code ou de la convention. Face au soke, là où le débutant voit une abstraction du combat, le deshi perçoit la vérité de l'engagement soutenu par des principes. C'est cela même qui caractérise le budo en tant que Voie : la victoire soutenue par des principes. La Hyoho Niten Ichi Ryu nomme ses katas seiho, « conduire le souffle, l'énergie ».

### Vidéothèque
On peut voir des maîtres de koryū dans le DVD de Michel Random : Les Arts martiaux ou l'esprit des budô, Budo Editions Video

Quelques films d'Akira Kurosawa montrent les pratiquants de koryū :
- 1954 : Les Sept Samouraïs (七人の侍, Shichinin no samurai).
- 1965 : Barberousse (赤ひげ, Akahige).
- 1998 : Après la pluie (雨あがる, Ame agaru) : œuvre posthume réalisée par Takashi Koizumi. La mise en scène, le scénario et les dialogues sont signés d'Akira Kurosawa.

Nagisa Oshima a recherché les techniques anciennes de sabre dans son film :
- 1999 : Tabou (御法度).

### Photothèque
- Koryu : le groupe organisé autour de Koryu sur Flickr